# Fucellia tergina
Espèce
Fucellia tergina est une espèce d'insectes de l'ordre des diptères et de la famille des Anthomyiidae. 

## Description
Cette mouche des algues (en) est caractérisée par un vol court et maladroit. Comme toutes les espèces de son genre, elle a un cycle biologique de 28 jours, ce rythme mensuel lui permettant de mener à bien une reproduction dans l'espace de temps qui sépare deux grandes marées. 
Elle est typiquement associée aux espèces Scathophaga intermedia, Coelopa frigida, Orygma luctuosum, ainsi qu'à celles du genre Thoracochaeta et Chersodromia pour former l'entomofaune hautement spécialisée du kelp (Macrocystis, Fucus) et des goémons noirs (en) constitués de fucacées. Elle pond sur les algues en décomposition des laisses de mer (sur substrat sableux à vaseux) dont les larves vont se nourrir.
L'hiver ou les jours froids, des groupements denses de Fucellia s'amassent dans les crevasses des roches, semblant hiverner. L'été, elles peuvent pulluler sur les algues et sont souvent le prétexte de demandes d’intervention de la part des vacanciers pour l’enlèvement des laisses.

## Distribution
Cette espèce colonise aussi bien les littoraux pacifique qu'atlantique.

## Synonymes
- Thrixina masatierrana Enderlein, 1938
- Thrixina masafuerana Enderlein, 1938
- Fucellia pacifica Malloch, 1923
- Fucellia intermedia Lundbeck, 1901
- Parachortophila modesta Bigot, 1885
- Chortophila sulcans Rondani, 1866
- Chortophila effodiens Rondani, 1866
- Anthomyza dorsalis Zetterstedt, 1845
- Fucellia arenaria Robineau-Desvoidy, 1841
- Scatophaga marina Macquart, 1838
- Scatophaga maritima Haliday, 1838